# Archie (motore di ricerca)
Il sistema Archie fu sviluppato alla McGill University School of Computer Science (Canada) da Alan Emtage, Bill Heelan and Peter Deutsch. Archie è un sistema che permette di effettuare una ricerca di file su server FTP anonimi. In ogni nazione del mondo vi è un server Archie (e in alcune grandi nazioni più d'uno) che consulta periodicamente (a cadenza di ore o giorni) i siti FTP nazionali, costruendo e aggiornando una sua lista interna (chiamata Internet Archive Database) che contiene tutti i file e directory trovati in ogni server FTP controllato. Tutti i server Archie contengono la stessa lista. I server Archie delle varie nazioni sono tra loro collegati, in modo da disporre tutti approssimativamente delle stesse informazioni.

## Client Archie
Un client Archie è un programma in grado di utilizzare questo servizio. Il client contatta uno dei server Archie (il più vicino geograficamente, per minimizzare il traffico complessivo in rete), fornendo una chiave di ricerca:  il nome del file cercato. Il server consulta il proprio database e restituisce la lista degli indirizzi dei siti FTP che dispongono di quel file. Di nuovo, converrà scegliere il sito più vicino. Il client Archie è inoltre in grado di avviare automaticamente il programma client FTP che effettuerà il trasferimento del file. È evidente come un unico server Archie che dovesse occuparsi di tutti i server FTP del mondo verrebbe facilmente travolto dalle richieste contemporanee di tutti gli utenti della rete. In Italia era in funzione il server Archie presso l'università di Pisa, all'indirizzo archie.unipi.it.

## Interrogazione via web
Per interrogare il server Archie sono disponibili client ed è possibile interagire con essi indirettamente via web. Tra i siti che mettono a disposizione tale tipo di servizio ci sono:
- FAST FTP Search ricerca veloce in un indice di più di un milione di file